# زلا مارکوسیان
زلا مارکوسیان نوازندهٔ پیانوی ارمنی‌تبار اهل استرالیا است. او در بیروت متولد شده و در حال حاضر در سیدنی در استرالیا زندگی می‌کند. او بنیان‌گذار گروه «زلا مارکوسیان کوینتت» است که در سال ۲۰۱۹ برای دریافت جایزهٔ ای‌آرآی‌ای برای بهترین آلبوم موسیقی جهان نامزد شد.
زلا بین سال‌های ۱۹۸۸ تا ۱۹۹۹ در کالج موسیقی بارسق کاناچیان و کنسرواتوار عالی دولتی لبنان تحصیل کرد و مدرک کارشناسی افتخاری ادبیات انگلیسی از دانشگاه هایکازیان گرفت. پس از فارغ‌التحصیلی در ۲۰۰۲، به ارمنستان رفت و مدرک کارشناسی ارشد اجرای پیانو را از کنسرواتوار دولتی کومیتاس ایروان در سال ۲۰۰۷ دریافت کرد.
مارکوسیان در ایروان به جاز قومی علاقه‌مند شد و در سیدنی، استرالیا دورهٔ اجرای جاز را گذراند. او گروه «زلا مارکوسیان کوینتت» را تأسیس کرد که موسیقی آن متأثر از موسیقی سنتی ارمنی است. گروه «زلا مارکوسیان کوینتت» در جشنواره‌های معتبر جهانی از جمله جشنواره‌های جاز بیروت و سیدنی شرکت کرده است. اعضای گروه از موسیقی‌دانان برجسته‌ای هستند که آثار اصلی مارکوسیان را در استرالیا و دیگر کشورهای جهان اجرا کرده‌اند. آلبوم Transition به شدت مورد توجه رسانه‌ها قرار گرفت و در سال ۲۰۱۹ نامزد بهترین آلبوم جهانی در جوایز ای‌آرآی‌ای شد.

## تحصیلات
مارکوسیان از سال ۱۹۸۸ تا ۱۹۹۹ به تحصیل در رشتهٔ اجرای پیانو در کالج موسیقی «پارسه گاناچیان همازکائین» در بیروت در لبنان پرداخت. او همچنین در کنسرواتوار عالی دولتی لبنان تحصیلات خود را ادامه داد و مدرک کارشناسی افتخاری در رشتهٔ ادبیات انگلیسی از دانشگاه هایکازیان در بیروت دریافت کرد.
پس از فارغ‌التحصیلی از دانشگاه هایکازیان در سال ۲۰۰۲، او به ایروان، ارمنستان نقل مکان کرد تا در کلاس ویلی سرکیسیان در کنسرواتوار دولتی کومیتاس ایروان تحصیل کند. در سال ۲۰۰۷، مارکوسیان مدرک کارشناسی ارشد در اجرای پیانو را از این کنسرواتوار دریافت کرد.
در دوران تحصیل در ایروان، مارکوسیان به جاز قومی علاقه‌مند شد و به سیدنی، استرالیا نقل مکان کرد تا در دورهٔ اجرای پیانو جاز در کنسرواتوار موسیقی سیدنی شرکت کند.

## حرفه
پس از نقل مکان به سیدنی، مارکوسیان گروه جاز قومی «زلا مارکوسیان کوینتت» را تأسیس کرد که از سوی منتقدان مورد تحسین قرار گرفت. اعضای این گروه شامل الکساندر اینمن-هیسلوپ (درامز)، آدم ییلماز (پرکاشن)، ژاک امری (باس)، استوارت وندگراف (سازهای بادی) و السن پرایس (باس) بودند. موسیقی این گروه به شدت تحت تأثیر موسیقی سنتی ارمنی است.
از زمان تأسیس، این گروه با اجرای آثار اصلی خود در جشنواره‌های بین‌المللی جاز مانند جشنوارهٔ زنان جاز (۲۰۱۷)، جشنوارهٔ جاز بیروت (۲۰۱۸) و برنامهٔ زمستانی جاز سیدنی (۲۰۱۸) شرکت کرده است. این کوینتت همچنین در استرالیا و نقاط مختلف جهان از جمله کانبرا، ملبورن، هوبارت، اوکلند، و ولینگتون اجرا کرده است.
گروه «زلا مارکوسیان کوینتت» اولین آلبوم خود با عنوان Transition را در نوامبر ۲۰۱۸ منتشر کرد. این آلبوم مورد تحسین سیدنی مورنینگ هرالد، داون بیت، جازوایز، Heavy Blog is Heavy و Everything is Noise قرار گرفت و در سال ۲۰۱۹ برای بهترین آلبوم موسیقی جهان در جوایز موسیقی ای‌آرآی‌ای نامزد شد.

## آثار

### آلبوم‌ها
| عنوان      | جزئیات                                                                       | رتبه‌های اوج |
| عنوان      | جزئیات                                                                       | AUS         |
| ---------- | ---------------------------------------------------------------------------- | ----------- |
| Transition | - انتشار: نوامبر ۲۰۱۸ - ناشر: Art As Catharsis Records - فرمت‌ها: CD، دیجیتال | —           |

## جوایز و نامزدی‌ها

### جوایز موسیقی ای‌آرآی‌ای
جوایز موسیقی ای‌آرآی‌ای مراسم سالانه‌ای است که برای تقدیر از برتری، نوآوری و دستاوردهای تمامی ژانرهای موسیقی استرالیا برگزار می‌شود. این جوایز از سال ۱۹۸۷ آغاز شده‌اند.
| سال  | نامزدی / اثر | جایزه                                 | نتیجه    | Ref.  |
| ---- | ------------ | ------------------------------------- | -------- | ----- |
| ۲۰۱۹ | Transition   | ARIA Award for Best World Music Album | نامزدشده | [ ۶ ] |